# ソーシャル・マーケティング

## 概要
ソーシャル・マーケティング（英語: social marketing）とは、マーケティングの概念と様々な手法を結びつけることにより、『ソーシャルグッド』の実現に向け、個人やコミュニティー全体としての行動の変容を促すことである。
1960年代、公衆衛生分野で始まり、1971年にフィリップ・コトラーによって提唱された。
1980年代にはWHOが「ソーシャルマーケティング」を使用しはじめ、禁煙、栄養摂取などの医療政策に組み込まれるようになった。さらに、1990年代には米国、2000年代には英国で医療政策の要となった。2010年代には、その概念と手法を普及させるために世界の各大陸で専門家集団が形成され、政策に活かされている。
2013年には、世界的に合意された定義が策定されている（定義欄参照）。
ソーシャルマーケティングの研究・教育・普及に関する専門組織は、国際ソーシャルマーケティング協会、欧州ソーシャルマーケティング協会、北米ソーシャルマーケティング協会、太平洋岸北西部ソーシャルマーケティング協会、豪州ソーシャルマーケティング協会、同志社大学ソーシャルマーケティング研究センターである。

## 定義
- グローバルコンセンサス定義[1]（2013年）

「ソーシャルマーケティングとは、マーケティングの概念と様々な手法を結びつけることにより、『ソーシャルグッド』の実現に向け、個人やコミュニティー全体としての行動の変容を促すことを目指すものです。ソーシャルマーケティングの実践は、倫理要綱の遵守を基本とします。その上で、調査を実施し、最も適切な方法を選び、学説・理論に基づいて、対象者・協力者のインサイトを組み合わせることで、目指す行動と競合する行動を意識し、対象グループに合った、効果的、効率的、公平で持続可能な『より良い社会をつくるための取り組み』を提供することを目指しています。
国際ソーシャルマーケティング協会、欧州ソーシャルマーケティング協会、豪州ソーシャルマーケティング協会のワーキングチームにより制定され、その後2017年に見直された世界的な合意を得た定義。定義策定のプロセスにおいて大切にされたことは、①目的はソーシャルマーケティングを実践する団体に対して共通の説明ができること。統一定義が認識されることで優れた実践が増え、それらを収集して広めることを目指す、②焦点を当てるのは、ソーシャルマーケティング実践の目的と本質の両方、③ソーシャルマーケティングの理論と実践の発展に伴い定義に改良が重ねられる、④可能な限り明確で、意味を失うことなく英語以外の多言語に翻訳できる、⑤できるだけ短く簡潔にする、の5 点であった。
- Ａ．アンドリーセン（2006年）
  - 「ソーシャルマーケティングの目的は行動変容である。対象者が社会に良い行動について認識し、行動を変える事に対して良い印象を促すだけでは不十分であり、実際に行動をとるかどうかを成果と捉えるべきである」[4]
- Ａ．アンドリーセン（1995年）
  - 「社会の福祉の向上を目的として、対象者の自発的な行動に影響を及ぼすためのプログラム(分析、計画、実施、評価)に対して商業分野のマーケティング技術を応用すること。」[4]
- P. コトラー（2009年）
  - 「ソーシャル・マーケティングは、ターゲットと同様に社会（公衆衛生、安全、環境、そしてコミュニティ）に便益をもたらすターゲットの行動に対して影響を与えるために、価値を創造し、伝達し、提供させるというマーケティングの原理および手法を適用するプロセスである。」
- フィリップ・コトラー・G. ザルトマン（1971年）
  - 「ソーシャル・マーケティングとは、社会的なアイディアの受容性（需要）に影響を及ぼすと意図され、そして製品計画、価格決定、コミュニケーション、流通、およびマーケティング・リサーチの考察に関するプログラムの設計、実行、そして統制である。」

## コトラーのソーシャル・マーケティング
- 1960年代後半から70年代前半にアメリカで生まれた。当時は買わせるための強引な販売やプロモーションが行われていた。また、企業目標達成のために、消費者ニーズやウォンツを明らかにし、いかに効率的にそれらを喚起したり、応えたりするか、ということのみに腐心する企業がほとんどだった。ところが、製品やサービスそのものが消費者や社会に対する配慮が欠けていたりしたこともあり、「消費者主義」「消費者保護運動」と訳される「コンシューマリズム」が台頭した。
- 1962年に出版されたレイチェル・カーソンによる『沈黙の春』、また同年にジョン・F・ケネディアメリカ大統領によって提唱された「4つの消費者の権利」、そして1965年にラルフ・ネーダーが出版した『どんなスピードでも自動車は危険だ：アメリカの自動車に仕組まれた危険』Unsafe at Any Speed:The Designed-In Dangers of the American Automobileというゼネラルモーターズ製の乗用車「シボレー・コルヴェア」の欠陥を指摘する本を出版したことなどが、動機となって誕生した。
- こうした反省を踏まえ、1971年、それまでの企業経営の視点のみからマーケティング活動を行う「マネジリアル・マーケティング」に対して、新たにソーシャル・マーケティングの考え方が登場した。
- ソーシャル・マーケティングの視点から見て、マネジリアル・マーケティングは「商的マーケティング」（commercial marketing）と言われることもある。
- コトラ－はもともと労働経済学を専門としていたが、経済市場の現場におけるさまざまな「格差」をぜせいするとともに、マ－ケティング活動を通じて「よりよき社会をつくる」意図のもとに、マ－ケティング活動の「公共の利益」的視点を組み込んだ、「ソ－シャル・マ－ケテング」概念の理論化と実践化を体系化してきた。コトラ－の最新単著、Advancing the Common Good－Strategies for Businesses, Governments, Nonprofits, Praeger,2019=邦訳 松野弘監訳『「公共の利益」の思想と実践－企業、政府、非営利団体のための戦略』ミネルヴァ書房）は2１世紀における新しい資本主義論、並びに、企業のマネジメント論・マ－ケティング論への提言である。

## コトラー以外のソーシャル・マーケティング
- P.コトラーのソーシャル・マーケティングが従来のマネジリアル・マーケティングの技法を企業だけでなく、政府、博物館といった一般の非営利組織にも応用、拡張していこうとするものであるのに対し、W.レイザーが提唱したソーシャル・マーケティングは、これまでのマーケティング行動に社会対応が欠如していたという反省のもとに、評価判定基準に社会的利益や価値をおこうとする考え方である。
- 4Pを中核とする伝統的なマーケティング（マネジリアル・マーケティング）に欠けていた社会的責任や社会倫理といった社会的視点を導入したものである。その背景には、当時のアメリカにおける公民権運動や、コンシューマーリズムなどによる、既存体制への不満や大企業への批判が展開されていたのである。
- P.コトラーが提唱するソーシャル・マーケティングが「非営利組織のマーケティング」と呼ばれるのに対し、W.レイザーが提唱するソーシャル・マーケティングは「社会志向のマーケティング」と呼ばれる。
- A.アンドリーセンは、1995年、「社会の福祉の向上を目的として、対象者の自発的な行動に影響を及ぼすためのプログラム(分析、計画、実施、評価)に対して商業分野のマーケティング技術を応用すること。」と、対象領域を明確化した。さらに、2006年、「ソーシャルマーケティングの目的は行動変容である。対象者が社会に良い行動について認識し、行動を変える事に対して良い印象を促すだけでは不十分であり、実際に行動をとるかどうかを成果と捉えるべきである」と、現在の定義の基礎となる「行動変容」を明示した。

## ソサイエタル・マーケティング
- ソサイエタル・マーケティング (societal marketing) は、企業の社会的影響力を考慮しつつ行う具体的マーケティング活動をいい、広い意味でソーシャル・マーケティングに含まれることが多い。社会的利益を考慮したマーケティングであり、グリーン・マーケティングやエコロジカル・マーケティングはソサイエタル・マーケティングの代表例である。
- 社会志向的マーケティングと訳されるソサイエタル・マーケティングは、伝統的なマネジリアル・マーケティングを社会的価値や社会的役割という新しい視座から捉えなおしたもので、適正利潤の確保という組織の目標の枠内において、自然的・生態的・社会的影響を考慮しながら、顧客ニーズに基づいたマーケティング諸手段を有機的に遂行する活動である。
- 最新の定義では、ソサイエタル・マーケティングは、ソーシャル・マーケティングとは異なる。ソサイエタル・マーケティングは、営利組織が主体であり、社会的利益（social good）を第一の目的としていない。これに対して、ソーシャル・マーケティングは、社会的利益（social good）の創出を第一の目的とし、そのために、あらゆる立場の人々を、社会に望ましい行動へと促すことを意味する。

## 派生
- 非営利組織のマーケティング
- 公共事業のマーケティング
- CSRマーケティング
- コーズ・リレ－ティッド・マーケティング

## 主な研究者
- フィリップ・コトラー
- Ａ．アンドリーセン
- 恩蔵直人（早稲田大学教授）
- 井関利明（慶応義塾大学名誉教授）
- 村田昭治（慶應義塾大学名誉教授）
- 松野 弘(オ－フス大学客員教授、千葉大学大学院教授・千葉大学CSR研究センタ-長等歴任)
- 梅沢昌太郎（元日本大学教授）
- 三上富三郎（元明治大学教授）
- 長谷政弘（日本大学名誉教授）
- 瓜生原葉子（同志社大学教授）

## 研究書籍
- 瓜生原葉子『行動科学でより良い社会をつくる―ソーシャルマーケティングによる社会課題の解決』文眞堂、2021年2月22日。
- 松野 弘『「企業と社会」論とは何か－CSR論の進化と現代的展開』(ミネルヴァ書房、2019年1月10日)
- フィリップ・ｺﾄﾗ-、ダグ・マッケンジ－＝モ－ア著／松野弘監訳『コトラ－のソ－シャル・マ-ケティング～地球環境を守る』ミネルヴァ書房、2019年10月31日)
- フィリップ・コトラ－著／松野弘監訳『「公共の利益」の思想と実践－企業・政府・非営利団体への戦略』ミネルヴァ書房、2020年9月30日刊行予定)
- フィリップ・コトラー、ナンシー R. リー著／塚本一郎監訳『コトラー ソーシャル・マーケティング―貧困に克つ7つの視点と10の戦略的取組み―』丸善、2010年1月29日。
- 梅沢昌太郎『ビジネス・モデルの再生―ディスマーケティングを問う―』白桃書房、2006年11月16日。
- フィリップ コトラー、エデュアルド L. ロベルト著／井関利明監訳『ソーシャル・マーケティング―行動変革のための戦略―』ダイヤモンド社、1995年2月。
- フィリップ・コトラー、アラン R. アンドリーセン著／井関利明監訳『非営利組織のマーケティング戦略』第一法規出版、1991年。
- C.H.ラブロック、C.B.ウェインバーグ著／渡辺好章、梅沢昌太郎監訳『公共・非営利のマーケティング』白桃書房、1991年6月26日。
- 村田昭治『ソーシャル・マーケテイングの構図―企業と社会の交渉―』税務経理協会、1976年。
- 三上富三郎『ソーシャル・マーケティング―21世紀に向けての新しいマーケティング―』同文舘出版、1982年1月。